# 军户站
军户站是位于新疆维吾尔自治区昌吉市军户乡的一个铁路车站，邮政编码831111。车站成立于1986年7月25日，位于兰新线1935公里966米处，主要担负着接发列车调车作业等业务，不办理客货运业务，车站及其上下行区间均为电气化区段。车站距离乌鲁木齐站53公里，隶属乌鲁木齐铁路局，是五等站。由于乌精二线修双线，于2009年9月23日正式关闭。该站曾获得全国先进女职工集体等荣誉称号。